# Pozabljeni zaklad (film)
Pozabljeni zaklad je slovenski mladinski pustolovski film iz leta 2002. Priredba istoimenskega mladinskega romana je bila posneta kot tridelna TV nadaljevanka, ki je bila kasneje predelana v celovečerni film. 
Kot uradni scenarist je sicer deklarativno naveden režiser Filma, Tugo Štiglic, a je imel precejšnjo ustvarjalno vlogo pri scenariju tudi igralec Roman Končar (tudi pri večini dialogov). 
Sponzor povečave na 35 mm trak, katerega je k sodelovanju uspel prepričati koproducent projekta, Roman Končar, je bil Zavarovalnica Triglav. Pesem iz filma "Gospod Merci" so Čuki leta 2003 izdali na albumu Komar. 

### Zgodba
Na reki na robu ljubljanskega Barja se igrata dve rivalski skupini šestošolcev. Ena se imenuje Komarji (poveljnik in kapitan Fliper, prvi častnik Žvižgač, mornar Bum in Počasnela), druga pa Žabarji (poveljnik Srček, Rezervni Tarzan in Važič). Žvižgač je zaljubljen v Rokerco, v Žvižgača pa Počasnela. Najboljši Žvižgačev prijatelj je mornar Bum.
Na obisk h gostilničarju pride Francoz Merci, ki pod krinko turista s pomočjo kode iz Vodnikove knjige Kuharske bukve išče star izgubljeni zaklad francoskih zavojevalcev.

## Snemanje
Snemali so leta 2001 v Ljubljani, na Vrhniki (izvir Ljubljanice - Močilnik), v Bevkah, na Mirkah, v Podlipi, na reki Ljubljanici in na reki Iščici. Začeli so 5. julija, konec pa planirali za 5. avgust.

## Odziv kritikov in gledalcev

### Kritiki
Marcel Štefančič jr. je napisal, da je ta sladkovodna verzija Poletja v školjki tandema Končar in Štiglic še večja polomija od njunega filma Patriot ter da so liki otrok sterilni in zastareli, saj uporabljajo že pozabljene izraze ter se ogibajo interneta, kajenja, preklinjanja in samozadovoljevanja (ocena: zelo proti +).

### Obisk v kinu
Film je videlo 26.049 gledalcev. Film je prejel nagradi Zlati DVD in Zlata rola za najbolj izposojan DVD in film z največjim množičnim kinematografskim obiskom.

## Zasedba
| - Žiga Zver: prvi častnik Žvižgač - Aleš Šubic: poveljnik in kapitan Fliper - Nino Koritnik: mornar Bum - Katja Sivec: Rokerca - Tamara Goričanec: Počasnela, gostilničarjeva hči | - Tadej Pišek: poveljnik Srček - Miha Ribarič: rezervni Tarzan - Jošt Žerjav: Važič - Zala Bostič: Tinka - Lana Oblak: piflarka | - Sara Galun: šepetalka - Miha Prešeren: Miha - Roman Končar: Francoz Merci - Andrej Kurent: ravnatelj - Janez Eržen: hišnik | - Franc Markovčič: gostilničar - Vera Per: nona Mica - Maja Končar: Slovka - Demeter Bitenc: župnik - Štefka Drolc: kuharica v župnišču | - Desa Muck: gostilničarjeva žena - Mojca Partljič: Bumova mama - Aleksander Valič: stari ata - Polde Bibič: vaščan - Janez Albreht: vaščan | - Matija Barl: obiskovalec predstave - Marko Okorn: komandir - Rafael Vončina: policist - Ivan Sivec: poštar |

## Ekipa
- fotografija: Ubald Trnkoczy
- glasba: Jože Potrebuješ
- montaža: Nikita Maja Lah
- scenografija: Mojca Vilhar
- kostumografija: Belinda Škarica
- maska: Romana Šmid
- tonski mojster: Marko Tajič
- mojster luči: Srečko Smrdelj
- scenarij:  Tugo Štiglic
- so-scenarist in dialogist: Roman Končar
- direktor projekta: Roman Končar

## Nagrade
- zlata rola za nadpovprečno število gledalcev (podeljujeta Kolosej in Društvo slovenskih filmskih ustvarjalcev)
- srebrni DVD (za vrhunsko, nadpovprečno prodajo originalnih DVDjev)
- zlati DVD (za vrhunsko, nadpovprečno prodajo originalnih DVD-jev)

## Izdaje na nosilcih
- Pozabljeni zaklad. videokaseta in video DVD. Ljubljana : RTV Slovenija, Založba kaset in plošč, 2003